# Bidessus goudotii
Bidessus goudotii é uma espécie de insetos coleópteros pertencente à família Dytiscidae.
A autoridade científica da espécie é Laporte de Castelnau, tendo sido descrita no ano de 1835.
Trata-se de uma espécie presente no território português.